# Зусман, Айелет
Айелет Зусман (ивр. איילת זוסמן‎; род. 27 марта 1979) — израильский тренер по художественной гимнастике, в прошлом — израильская гимнастка, чемпионка Израиля (1994).

## Биография
Айелет сделала свои первые шаги в мире художественной гимнастики, когда ей было 6 лет. В течение года она тренировалась под руководством бывшего тренера сборной Израиля Иланит Лазар, а затем ушла к Ирине Вигдорчик, так как Иланит покинула страну.
В возрасте 15 лет она стала чемпионкой Израиля. Затем она не смогла повторить своё достижение по причине травмы спины и в 17 лет решила уйти из соревновательной деятельности. Она служила офицером по физической подготовке в Генеральном штабе Армии Израиля. По окончании срочной службы Айелет было предложено остаться в армии уже по контракту, но она решила вернуться в гимнастику. Теперь уже в качестве тренера.
С 2009 года является неизменным тренером Линой Ашрам, ныне многократного призёра чемпионатов мира и Европы, а также олимпийской чемпионки Токио. Как хореограф работает с Нетой Ривкин, Вероникой Витенберг, Дарьей Атамановой и другими ведущими гимнастками страны.
Выпускница Академического центра имени А. Руппина, имеет степень бакалавра в области делового администрирования и спортивного менеджмента.